# Thomas Tschuppert
Thomas Tschuppert (Buttisholz, 12 maart 1960) is een Zwitsers voormalig voetballer die speelde als verdediger.

## Carrière
Tschuppert speelde in de jeugd van FC Buttisholz maar maakte zijn profdebuut voor FC Sursee, hierna vertrok hij naar FC Aarau. Bij Aarau groeide hij uit tot een basisspeler, vervolgens speelde hij een seizoen bij FC St. Gallen. Waarna hij terugkeerde naar Aarau, hij eindigde zijn carrière bij FC Sursee.
Tschuppert maakte zijn debuut voor Zwitserland in 1988, hij speelde in totaal vijf interlands.

## Erelijst
- FC Aarau
  - Zwitserse voetbalbeker: 1985